# Battaglia di Cheren

L'avanzata delle truppe di Platt in Eritrea

Schema del campo di battaglia di Cheren (non in scala)

La battaglia di Cheren (in inglese Battle of Keren, conosciuto anche come Assedio di Cheren) fu uno scontro tra le truppe italiane e le forze britanniche e del Commonwealth, avvenuto durante la seconda guerra mondiale nella zona di Cheren, in Eritrea. Nonostante un'organizzata e tenace resistenza, le forze italiane vennero sconfitte, sancendo così l'inizio dello sgretolamento del giovane impero coloniale italiano, nato con l'annessione dell'Etiopia, dopo la guerra d'Etiopia del 1935, alle altre colonie e la creazione dell'Africa Orientale Italiana.

## Le forze in campo

### Italiani
- XI reggimento "Granatieri di Savoia" (2 btg. di Granatieri e 1 btg. di Bersaglieri)
- Battaglione alpini "Uork Amba" e I btg. mitraglieri (dal X reggimento Granatieri)
- XLIV, CL, CLXX btg. e XI legione Camicie Nere
- II, V, VI e XI, XII, CVI, XLI, LXI brigate coloniali
- resti della IV divisione coloniale
- XXII e XXXIII btg. coloniali
- III Gruppo squadroni cavalleria coloniale
- IV Gruppo e II btg. cavalleria coloniale
- CIV Gruppo artiglieria motorizzata, I, V, XI, XII, XXXVI gruppi artiglieria coloniale, IV, XXII e CII gruppi artiglieria nazionale

All'inizio delle ostilità le forze presenti nell'Africa Orientale Italiana consistevano in 91000 soldati italiani, comprendenti uomini dell'esercito (alpini, bersaglieri e camicie nere), dell'aviazione e della marina, a cui si sommavano circa 200000 àscari. Nonostante l'enorme massa di uomini, questi erano disposti in diversi scacchieri, ognuno dei quali, a causa della pressoché totale assenza di collegamenti, era di fatto isolato e impossibilitato ad essere soccorso in caso di attacco.
Vi erano inoltre in dotazione 24 carri armati M11/39, 39 carri armati CV35, 126 autoblindo e 813 cannoni. Erano altresì disponibili 325 aerei dei quali solo 244 in efficienza.

### Britannici e truppe del Commonwealth
Le forze britanniche presenti sul teatro di guerra erano:
- 5ª Divisione indiana[3] (IX e X brigata) (gen. Lewis Heath), giunta in Sudan agli inizi dell'ottobre 1940
- 4ª Divisione indiana (XI, V e VII brigata, 25º FA regiment, Gazelle Force) (gen. Noel Beresford-Pierse), giunta in Sudan nel gennaio 1941.

Le forze che parteciparono effettivamente alla battaglia di Cheren furono, nella prima fase della battaglia, le brigate della 4ª Divisione indiana. Nella seconda fase intervennero la Briggs Force su 1º Royal Sussex (battaglione), 4º battaglione del 16º Punjabi Regiment, 3º bataillon de marche senegalese (con quadri francesi), 14º bataillon della Légion étrangère, reparti misti non specificati e tutte le unità e la 5ª Divisione indiana.

## Gli antefatti
Il 10 giugno 1940 l'Italia aveva dichiarato la guerra a Francia e Regno Unito. Nonostante la resa della Francia, il Regio Esercito Italiano non era pronto per affrontare una nuova guerra e il Duca d'Aosta, comandante delle truppe nell'AOI, ricevette l'ordine di restare sulla difensiva. Il Duca d'Aosta recepì però questo comando come un ordine di "attaccare ma con prudenza" e quindi portò i suoi soldati all'attacco in tutta l'Africa Orientale. Dopo una iniziale avanzata che consentì agli italiani un accorciamento del fronte, ma che causò anche un forte logorio ai già pochi mezzi e rifornimenti disponibili, le truppe italiane si trovarono a dover fronteggiare divisioni nemiche molto mobili e ben equipaggiate, che presto le costrinsero alla ritirata su tutti i fronti. Con i nemici in rotta, i britannici si posero l'obiettivo principale di chiudere il prima possibile il fronte africano orientale.

## La battaglia
(Comunicazione del generale Archibald Wavell a Winston Churchill)

### Prima fase
La prima fase della battaglia di Cheren si concretizzò per la tenace resistenza italiana sul passo di Dongolaas e sulle montagne vicine.
Il 2 febbraio vi fu il primo attacco da parte di mezzi corazzati britannici che tentarono di forzare il passo, venendo respinti dai reparti italiani. Il giorno successivo, tuttavia, reparti scozzesi riuscirono a prendere quota 1616 al II Battaglione dell'11º Reggimento "Granatieri di Savoia", che, nuovamente attaccato dai reparti indiani dei Punjab e dei Rajputana fu sul punto di crollare; solamente l'arrivo di due compagnie del III Battaglione bersaglieri e del XCVII Battaglione coloniale riuscirono ad evitare l'annientamento e a contenere gli attacchi in cruenti corpo a corpo.
Il 10 febbraio, dopo una settimana di scaramucce di scarso rilievo, era ormai chiaro che le forze anglo-indiane stessero preparando un nuovo attacco con l'appoggio di mezzi corazzati e meccanizzati. Per evitare la caduta del passo di Dongolaas, vennero radunati tutti gli uomini abili, compreso il Battaglione alpini "Uork Amba" appena giunto di rinforzo da Addis Abeba. L'attacco, lanciato il 12 febbraio, e continuato fino al 14 febbraio, vide l'impiego dei temuti battaglioni indiani dei Maharatta e dei Sikh, ma ancora una volta la tenace, e sanguinosa, resistenza delle truppe italiane costrinse il comando inglese a sospendere ogni attacco.
Dal 15 febbraio al 14 marzo, se si eccettua l'attacco inglese intorno a Cubub, si verificarono brevi scaramucce, con entrambe le parti impegnate a riorganizzare le proprie forze, con i battaglioni italiani ridotti spesso a 150-200 uomini (in pratica all'aliquota di una compagnia). Durante questo mese, comunque, furono incessanti i bombardamenti e gli attacchi aerei contro le postazioni difensive italiane.

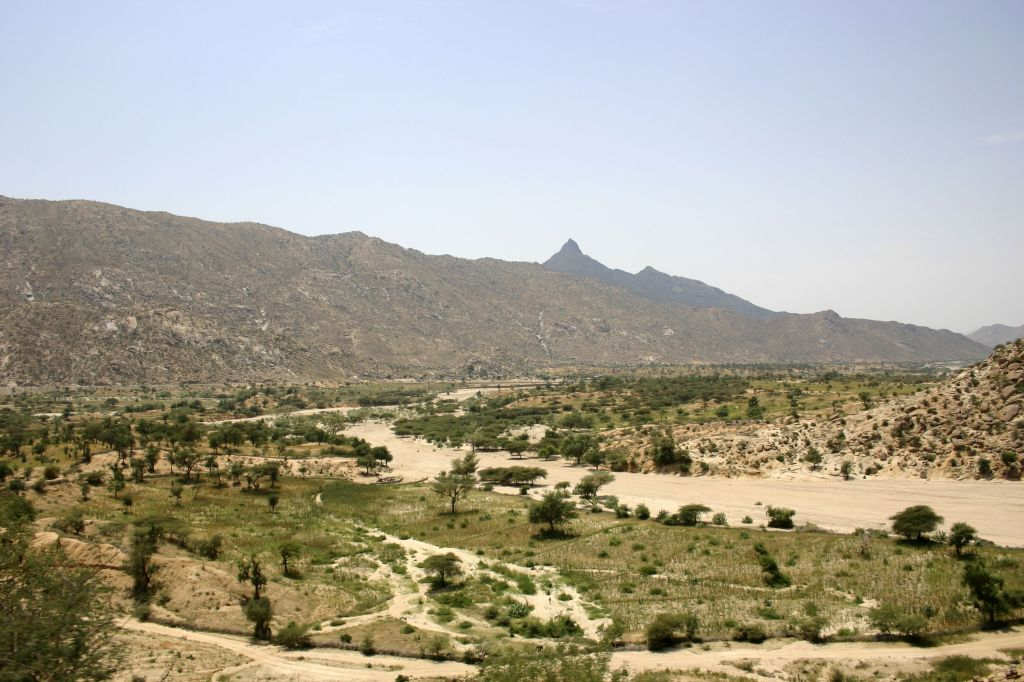
La piana di Cheren

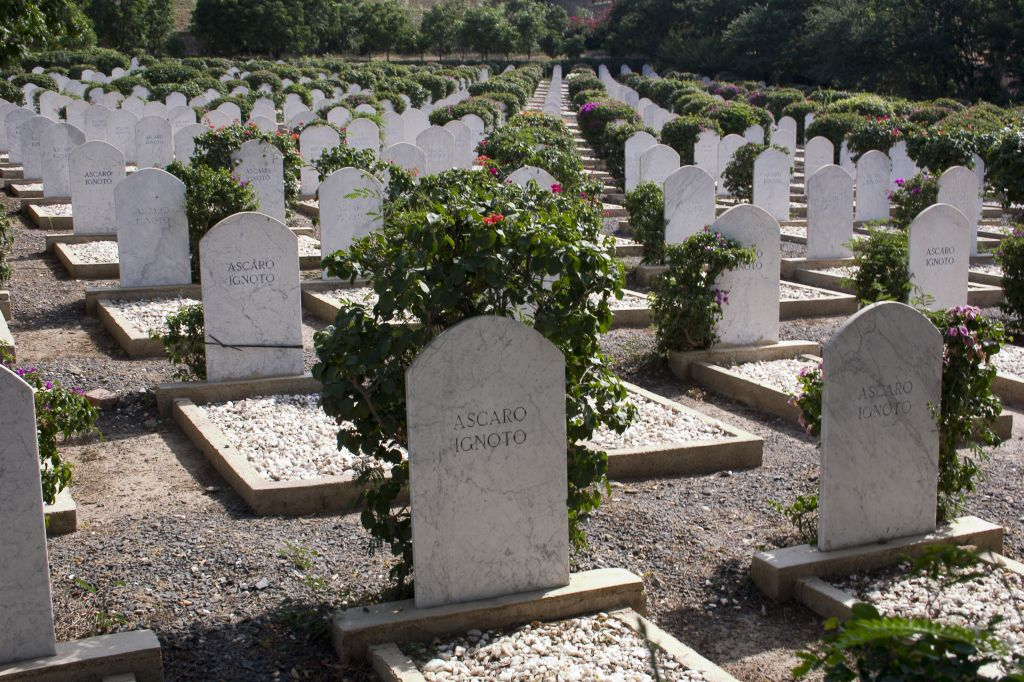
Il cimitero italiano

### Seconda fase
Per l'ultima fase della battaglia, l'Alto Comando britannico pianificò due colonne che dovevano convergere poi nella piazzaforte di Cheren. Il piano prevedeva che la 4ª Divisione indiana si impadronisse del Sanchil e del monte Forcuto, mentre la 5ª Divisione indiana avrebbe dovuto forzare il passo di Dongolaas.
Alle 8,00 del 15 marzo iniziò l'offensiva finale. Tuttavia, a dispetto dei piani inglesi, le truppe britanniche e del Commonwealth vennero respinte da un nutrito lancio di bombe a mano, mentre le poche batterie ancora efficienti riuscirono a bloccare i mezzi corazzati Alleati. Il giorno successivo, il 16 marzo, gli inglesi, forti della loro superiorità di uomini e mezzi iniziarono, seppur a fatica, a compiere i primi significativi progressi.
Anche grazie alla netta superiorità aerea (verso la fine di marzo gli unici aerei ancora efficienti erano 3 bombardieri Savoia-Marchetti S.M.79 e un solo Savoia-Marchetti S.M.81), i contrattacchi italiani sul Sanchil e sul Dologorodoc, vennero fermati. Mentre nel settore nord del fronte l'avanzata britannica era di fatto stata fermata, il settore sud-ovest era ormai sul punto di cedere: nella battaglia di Cheren, in realtà, non vi fu un cedimento improvviso, ma, essenzialmente, la linea difensiva cessò lentamente di esistere per l'esaurimento delle forze disponibili.
Il 27 marzo la battaglia ebbe di fatto termine.
I morti italiani furono migliaia e gli attacchi a sera inoltrata dei pochi sopravvissuti dovettero passare sui cadaveri dei compagni che furono calpestati: le pareti rocciose e prive di terreno non permettevano di seppellire i caduti. Un cimitero a cielo aperto.
Con la vittoria delle truppe anglo-sudanesi, inizia l'inferno nei campi di concentramento inglesi prima a Massaua, a Wad Madani (in Sudan) e poi a Derhadun in India, per oltre cinque anni.

## Conseguenze
Le truppe italiane più tenaci ed organizzate si ritirarono presso Tekelezan. Questa loro nuova posizione era in ogni caso molto meno difendibile della ormai persa Cheren e dovettero comunque capitolare il primo aprile 1941. La settimana successiva vennero perse anche Asmara e Massaua. In quell'occasione il tenente dei Granatieri di Sardegna del "IV Toselli" Gioacchino Di Marzio, medaglia d'oro al valor militare per l'azione, difese la sua postazione come ultimo uomo fino alla morte.
Massaua, caduta in conseguenza dell'apertura della breccia di Cheren alle forze britanniche, fu conseguentemente usata come una stazione delle flotte statunitense e britannica.

La battaglia è ancora oggi ricordata come una delle migliori prove di forza della storia militare italiana recente, nonostante il risultato; questo grazie al coraggio dei soldati italiani e degli Àscari e alla strategia militare del generale Carnimeo. Nel resoconto della battaglia dato nella Eastern Epic, Compton Mackenzie scrisse: 

## La fine dell'Impero
Il 31 marzo, dopo un'ultima resistenza si arrendevano le forze impegnate a Teclasan, il successivo 8 aprile cadeva anche Massaua, difesa da poche centinaia di marinai della Regia Marina e da uomini della Guardia di Finanza: l'Eritrea era di fatto in mano degli Alleati.
La resistenza si protrasse comunque nello sterminato territorio dell'Impero, nonostante il 19 maggio si arrendesse, con l'onore delle armi, il viceré Amedeo d'Aosta, dopo un'ultima vana resistenza sull'Amba Alagi. Le ultime sacche di resistenza italiana si arresero soltanto il 22 novembre 1941, con la resa degli ultimi difensori di Gondar.